# Ignatius Acheampong
Ignatius Kutu Acheampong, född 23 september 1931, död 16 juni 1979, var en ghanansk officer och politiker. Han tog makten över Ghana i en militärkupp 1972, men avsattes själv i en ny kupp 1978. Efter ännu en militärkupp 1979, ledd av Jerry Rawlings, avrättades Acheampong.